# Sitio de Mostar
El sitio de Mostar tuvo lugar entre los años 1992 y 1993. Inicialmente estuvieron involucradas las fuerzas del Consejo Croata de Defensa y el 4.º Cuerpo del Ejército de la República de Bosnia y Herzegovina, quienes lucharon en contra del Ejército Popular Yugoslavo, tras la declaración unilateral de independencia de Bosnia y Herzegovina de la Yugoslavia. Pero, tras el escalamiento político y social del conflicto entre los bandos involucrados, los Bosnio-croatas y los bosnios musulmanes empezarían a combatir en conjunto unos contra otros, culminando en un episodio de la Guerra de Bosnia, que fuere conocido posteriormente como la Guerra Croata-Bosnia.

## El asedio

### Inicio
Después de que la República de Bosnia y Herzegovina declarara su independencia de Yugoslavia, el pueblo de Mostar fue objeto de un asedio que tuvo durante 18 meses sitiados a sus habitantes. El Ejército Popular Yugoslavo (JNA) bombardeó primero Mostar el 3 de abril de 1992, y durante las semanas siguientes sus fuerzas establecieron gradualmente su control sobre grandes partes de dicha villa. Para el 12 de junio de 1992, el Consejo Croata de Defensa (HVO) y el 4.º Cuerpo del Ejército de la República de Bosnia y Herzegovina (ARBiH), en una serie de acciones en conjunto se enfrentaron a las del JNA fuera de Mostar. Las JNA respondieron con un muy intenso fuego de artillería bombardeando todo el pueblo. Entre los edificios y las construcciones afectadas por dichas acciones estuvieron un monasterio franciscano, la catedral católica, el palacio del arzobispo (que contenía una biblioteca con una colección de más de 50,000 libros), y un número significativo de instituciones seculares tales como la mezquita de Karadžoz-bey, entre otras treinta mezquitas.
A mediados de junio de 1992, tras el movimiento de la línea del frente hacia el este, el HVO demolió el monasterio serbio ortodoxo de Žitomislić así como la Catedral ortodoxa (Saborna Crkva) construida entre 1863-1873. La catedral serbo-ortodoxa de la Santísima Trinidad y la Iglesia de Nacimiento de la mayoría de las Santas Vírgenes, ambas databan de mediados del siglo XIX, fueron demolidas por los croatas. Esta catedral era conocida como la Nueva Iglesia Ortodoxa, tras lo que sería posteriormente llamada como la Vieja Iglesia Ortodoxa.

### Guerra Croata-Bosnia
Mostar estuvo dividida por la parte occidental, la cual estuvo dominada por las fuerzas del HVO; y la parte oriental, donde dominaban y se encontraban ampliamente concentradas las fuerzas del ejército de Bosnia (ARBiH). Así mismo, las fuerzas bosnias tenían su comandancia y cuarteles principales de Mostar en los sótanos de un complejo de edificaciones conocidos como "Vranica". A las postrimerías del 9 de mayo de 1993, el Consejo Croata de Defensa atacaron la parte oriental de Mostar usando piezas de artillería, morteros, otras clases de armamento pesado y ráfagas de armas ligeras. Así las fuerzas del HVO ganaron luego el control de las vías circundantes al Aeropuerto Internacional de Mostar, tras lo que las organizaciones internacionales vieron restringido su acceso. Radio Mostar fue ocupada por los croatas y el locutor anunció tras la toma que "todos los ciudadanos bosníacos deberían izar una bandera blanca en sus ventanales como señal de su rendición". Así, el ataque preparado por las fuerzas del Consejo Croata de Defensa fue llevado a cabo tal cual fuera planeado y preparado.
Durante la presencia de las fuerzas del HVO en Mostar, miles de bosnios musulmanes y otros ciudadanos no-croatas fueron expulsados de la parte occidental de la ciudad y fueron forzados a vivir en el lado oriental de la misma. Los bombardeos de las fuerzas croatas redujeron muchas partes del lado este de Mostar a escombros. El fiero asedio y la dura campaña de bombardeo contra la parte oriental, bajo el control de las fuerzas y del gobierno bosnio continuó. La campaña del HVO resultó en miles de lesionados y muertes.
La comandancia de las ARBiH lanzaron la operación militar conocida como Operación Neretva '93, dirigida contra las fuerzas del HVO y del

## Destrucción delStari Most(Puente Viejo)
El "Puente Viejo" de Mostar estuvo en pie durante 427 años, hasta que las fuerzas serbobosnias y bosnio-croatas lo destruyeran el 9 de noviembre de 1993, durante este asedio. Tras su destrucción, un cable temporal y alterno fue tendido por las fuerzas españolas del contingente de las UN en su lugar, y tras su reconstrucción; fue reabierto en el 2004.
La responsabilidad de su destrucción fue atribuida a los impactos del fuego de la artillería bosniocroatas. Iniciado el 8 de noviembre de 1993 por el consejo croata de defensa (HVO), el puente con impactos de fuego de tanques. Los diarios con sede en Sarajevo reportaron que más de 60 disparos impactaron en el puente antes de su derrumbe. Tras la destrucción del Stari Most, un portavoz de los bosnio-croatas admitió que la autoría fue deliberada, y adujo que su demolición se llevó a cabo por su importancia estratégica.
Los expertos en el tema se han pronunciado al decir que la importancia estratégica de dicho puente era mínima, y que su destrucción era un ejemplo de un acto de destrucción de la propiedad cultural bosníaca. Andras Riedlmayer aduce que la destrucción era un acto de "asesinato de la memoria histórica", y que no hubo evidencia de que el supuesto valor estratégico fuera realmente incidente, mas no así frente a la herencia cultural compartida y el entorno de coexistencia pacífica, los objetivos reales de dicho ataque, que si fueron los destruidos deliberadamente aquí, y algunos ven este acto como si una parte de la estrategia de guerra entre etnias con un pasado de convivencia pacífica común; afectada hondamente por los nacionalismos exacerbados del periodo y las políticas de allí derivadas.

## Conclusión

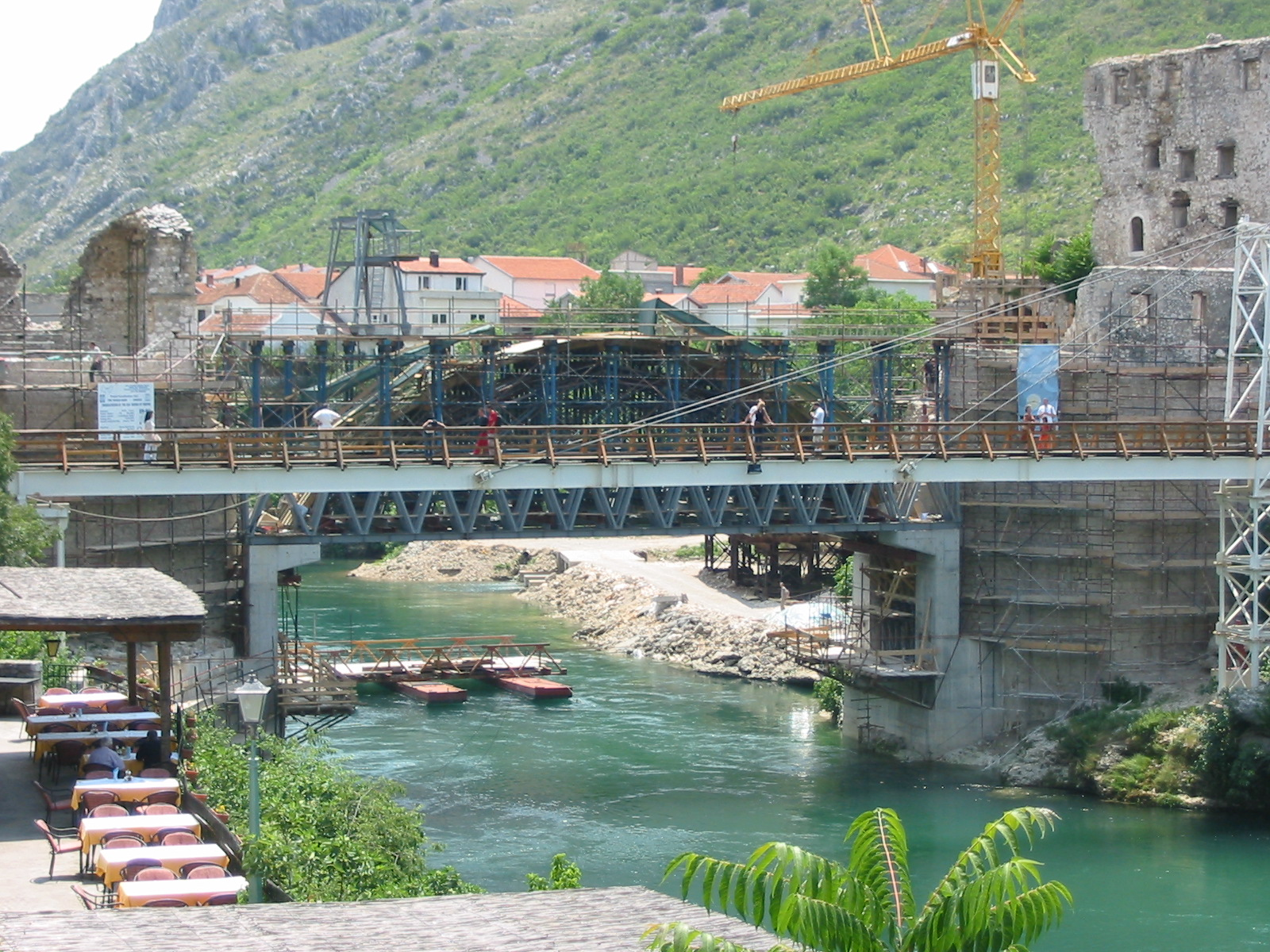
El puente Stari Most en sus trabajos de reconstrucción, en el año 2003.

Más de 2.000 combatientes y civiles bosníacos fueron asesinados, y un total de 6.000 resultaron heridos durante dicho asedio. Los portavoces del HVO asumen que 450 de sus soldados fueron muertos durante dichos hechos. Tras el fin de la guerra en Bosnia, los planes de reconstrucción contemplaron la recreación del puente Stari Most. Así mismo se ha decidido que el puente se construyera lo más semejante a su original, y que de ser posible se utilizaran los materiales (tanto sobrevivientes como hundidos), y los mismos principios de ingeniería y tecnología. Este puente sería reconstruido con materiales locales. Las rocas utilizadas en la reconstrucción provenían de las canteras de la cercana Tenelia, y los buzos húngaros recuperaron piedras del puente original del fondo del río. La reconstrucción inició el 7 de junio de 2001 y concluyó con su reinauguración el 23 de julio de 2004. Los delegados internacionales como Chris Patten, el representante del delegado para asuntos exteriores de la UE, así como Paddy Ashdown, el gobernador designado de Bosnia; hicieron hincapié en que "la reapertura señalaba el inicio de una nueva era de esperanza y de reconciliación entre los pueblos de la región". Sin embargo, en los actos de inauguración hubo un sinfín de actos de desdén y desprecio por parte de los croatas allí presentes, en donde se dejaba claro que la ciudad aún seguía fracturada en líneas de separación por sus profundas y recientemente avivadas diferencias étnicas. Un excombatiente croata que asistió a la reinauguración afirmó que "Para ser honesto, preferiríamos (los croatas y bosnio-croatas) que siga derruido. Están haciendo un gran alboroto al respecto y todo el dinero gastado en el proyecto de reconstrucción se fue en el puente. Pero no tiene nada que ver con nosotros, es un puente musulmán".
La comandancia de las HVO (Jadranko Prlić, Bruno Stojić, Milivoj Petković, Valentin Ćorić y Berislav Pušić) y el oficial del ejército croata Slobodan Praljak fueron llevados a juicio ante el tribunal internacional para la ex-Yugoslavia TPIY por cargos que incluyeron crímenes de lesa humanidad, graves violaciones de los acuerdo de guerra de la Convención de Ginebra y violaciones a las leyes y/u otros tratados sobre condiciones de tratamiento en la guerra (donde las fiscalía pidió investigar a los involucrados por la destrucción del Puente Stari Most.) El comandante del ARBiH, Sefer Halilović; también fue citado al tribunal por un cargo de "Violación de Leyes y otros Tratados de Guerra" sobre la base de su responsabilidad como superior por los incidentes que sucedieran posteriormente durante la Operación Neretva '93 por los cuales no fue hallado culpable.